# ヴィルヘルム・フリードリヒ (ブランデンブルク＝アンスバッハ辺境伯)
ヴィルヘルム・フリードリヒ・フォン・ブランデンブルク＝アンスバッハ（Wilhelm Friedrich von Brandenburg-Ansbach, 1686年1月8日 - 1723年1月7日）は、フランケン地方アンスバッハ侯領の辺境伯。

## 生涯
ブランデンブルク＝アンスバッハ辺境伯ヨハン・フリードリヒの4番目の息子で、母はヨハン・フリードリヒの2人目の妻であるエレオノーレ・エルトムーテ・ルイーゼ・フォン・ザクセン＝アイゼナハ。クリスティアン・アルブレヒト、ゲオルク・フリードリヒ2世は異母兄、イギリス王兼ハノーファー選帝侯ジョージ2世の妃カロリーネは同母姉に当たる。
1703年に後継者を遺さないままスペイン継承戦争で亡くなった異母兄ゲオルク・フリードリヒ2世の遺領を継いだ。ヴィルヘルム・フリードリヒは、この時未成年であったため、初めは摂政の後見下で統治を行っている。摂政が後見に当たるのは、彼で4代続いており、母が後見を務めた君主も含むと6代続けて幼君（未成年君主）が立ったことになる。

## 子女
1709年にヴュルテンベルク＝ヴィンネンタール公フリードリヒ・カールの娘で従妹にあたるクリスティアーネ・シャルロッテ（1694年 - 1729年）と結婚し、間に2男1女をもうけた。
- カール・ヴィルヘルム・フリードリヒ（1712年 - 1757年） - ブランデンブルク＝アンスバッハ辺境伯
- エレオノーレ（1713年 - 1714年）
- フリードリヒ・カール（1715年 - 1716年）